# Инглис, Джеймс
Джеймс Инглис (около 1922 года — 8 мая 1951 года) — британский преступник, совершивший убийство. Его случай не был ничем примечателен, за исключением необычности казни.

## Биография
Джеймс Инглис был арестован и обвинён в убийстве 50-летней проститутки Элис Морган. Мотивом стало то, что Морган и Инглис повздорили из-за платы, в результате чего между ними произошла драка. Джеймс задушил её. На суде он признался в убийстве и попытался убедить суд в своём безумии, что могло освободить его от ответственности. Суд не поверил в невменяемость Инглиса. 20 апреля Джеймс был приговорён к смертной казни. Обжаловать приговор он не стал.
8 мая 1951 года он был повешен. Утром палач Альберт Пьерпойнт и его помощник Сид Дернли привели Инглиса к виселице. Казнь Инглиса вошла в историю Великобритании как самое быстрое повешение. Между выходом Инглиса из камеры и открытием люка под его ногами прошло всего 7,5 секунд. Дернли рассказывал, что Инглис практически бежал на казнь.
Казнь Инглиса долгое время сохраняла рекорд по своей быстроте и даже была включена в Книгу рекордов Гиннесса. В фильме «Последний палач» изображается история Джеймса Инглиса.